# Línea 161 (EMT Madrid)
La línea 161 de la EMT de Madrid une Moncloa con Aravaca Sur (avenida del Talgo).

## Características

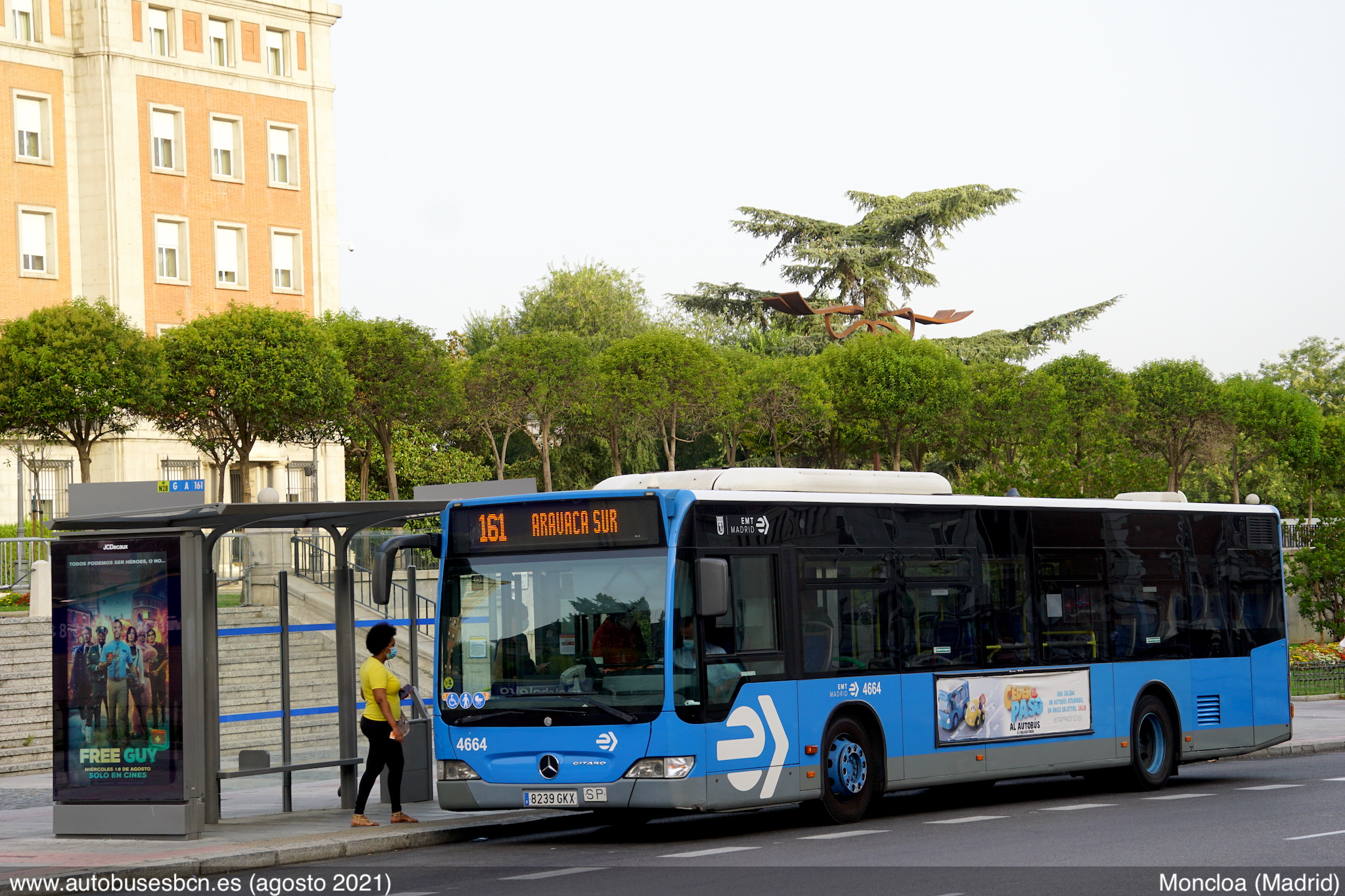
161 en Moncloa, agosto de 2021.

Esta línea comunica el sur de Aravaca y la estación del mismo nombre con Moncloa, dando servicio también a parte de la Ciudad Universitaria.
El 22 de octubre de 2005, la línea modificó su recorrido para disponer de una mejor accesibilidad a los nuevos accesos a la estación de Cercanías de Aravaca. En sentido Estación de Aravaca continuaba por la calle Golondrina, donde establecía su cabecera entre la estación de Cercanías y la Avenida del Talgo. En sentido Moncloa, desde su nueva cabecera continuaba por la calle Golondrina a su ruta habitual.
En un principio esta línea, junto con las líneas 160 y 162, efectuaban su salida desde el exterior de Moncloa. Entre el 8 de febrero de 2010 y el 16 de junio de 2020, y el 20 de septiembre de 2021 y el 16 de agosto de 2022, los autobuses de esta línea establecieron su cabecera dentro del Intercambiador de Moncloa. (El paréntesis entre 2020 y 2021 fue causado debido a la necesidad de evitar aglomeraciones en el intercambiador durante la pandemia del COVID-19)
Tras las protestas generadas por situar su cabecera en la calle Ferraz primero se trasladó al Paseo Moret el 2 de noviembre, y desde el 19 de diciembre de 2022, cambia su cabecera de nuevo a la Plaza de la Moncloa, junto a las líneas 160 y 162. También se debe a que los autobuses utilizados en las líneas con destino Aravaca no están admitidos en el intercambiador subterráneo. Las líneas que originalmente ocupaban esas paradas (G y 46) fueron trasladadas al intercambiador.

### Frecuencias
| Lunes a viernes laborables |               |
| De 6:00 a 7:00             | 12 minutos    |
| De 7:00 a 19:00            | 7-12 minutos  |
| De 19:00 a 23:00           | 11-22 minutos |
| Sábados laborables         |               |
| De 6:00 a 10:00            | 18-32 minutos |
| De 10:00 a 22:00           | 14-19 minutos |
| De 22:00 a 23:00           | 17-30 minutos |
| Domingos y festivos        |               |
| De 7:00 a 10:00            | 17-32 minutos |
| De 10:00 a 21:00           | 17-18 minutos |
| De 21:00 a 23:00           | 17-23 minutos |

## Recorrido y paradas

### Sentido Aravaca Sur
| Código | Parada                                            | Común con          | Conexiones con Metro y Cercanías | Otros |
| ------ | ------------------------------------------------- | ------------------ | -------------------------------- | ----- |
| 2419   | MONCLOA (Pza. Moncloa - Ejército del Aire)        | 162                | Moncloa                          |       |
| 1330   | Cardenal Cisneros                                 | 83 133 160 162 164 |                                  |       |
| 2418   | Cardenal Cisneros (Av. Juan de Herrera)           | 46 160             |                                  |       |
| 2416   | Juan Herrera                                      | 46 160             |                                  |       |
| 2414   | Consejo Superior de Deportes                      | 46 160             |                                  |       |
| 3424   | Puente de los Franceses                           | 160 A              |                                  |       |
| 3425   | Club de Campo                                     | 160 A              |                                  |       |
| 3427   | Vía de las Dos Castillas                          | 160                |                                  |       |
| 3451   | Carretera de Castilla-Colegio Rosales             | 658                |                                  |       |
| 4771   | Valdemarín-Argentona                              |                    |                                  |       |
| 3452   | Darío Aparicio-Cabo Cañaveral                     |                    |                                  |       |
| 3454   | Darío Aparicio-Tapia de Casariego                 |                    |                                  |       |
| 3456   | Darío Aparicio 35                                 |                    |                                  |       |
| 3458   | Darío Aparicio-Viñas Pardo                        |                    |                                  |       |
| 3460   | Valdemarín-Lavadero                               |                    |                                  |       |
| 3462   | Valdemarín-Cisne                                  |                    |                                  |       |
| 1      | Avenida Valdemarin-Blanca de Castilla             |                    |                                  |       |
| 2      | Avenida Valdemarín-La Salle                       |                    |                                  |       |
| 3466   | La Salle-Blanca de Castilla                       |                    |                                  |       |
| 3      | Blanca de Castilla-Camino de la Zarzuela          |                    |                                  |       |
| 4      | Pléyades-Ana Teresa                               |                    |                                  |       |
| 5      | Pléyades-Osa Mayor                                |                    |                                  |       |
| 3447   | Osa Mayor-Carretera de Húmera                     | 160 656            |                                  |       |
| 3441   | Carretera de Húmera-Fuente del Rey                | 160                |                                  |       |
| 4794   | Carretera de Húmera-Riaza                         | 160                |                                  |       |
| 4791   | Glorieta Cirilo Martín Martín                     | 160                |                                  |       |
| 4792   | Golondrina-Galaxia                                | 160                |                                  |       |
| 4583   | Golondrina-Virgen de los Rosales                  | 160                |                                  |       |
| 4581   | Golondrina-Arroyo Pozuelo                         | 160 163            |                                  |       |
| 4579   | Estación de Aravaca-Río Arlanzón                  | 160 163            | Estación de Aravaca Aravaca      |       |
| 3575   | Estación de Aravaca (Parking)                     | 163                | Estación de Aravaca Aravaca      |       |
| 3130   | Avenida Talgo-Residencia                          |                    |                                  |       |
| 3059   | ARAVACA SUR (Avenida del Talgo frente Residencia) |                    |                                  |       |

### Sentido Moncloa
| Código | Parada                                            | Común con   | Conexiones con Metro y Cercanías | Otros |
| ------ | ------------------------------------------------- | ----------- | -------------------------------- | ----- |
| 3059   | ARAVACA SUR (Avenida del Talgo frente Residencia) |             |                                  |       |
| 3133   | Avenida del Talgo Nº220                           |             |                                  |       |
| 4578   | Estación de Aravaca-Río Arlanzón                  | 160 163     | Estación de Aravaca Aravaca      |       |
| 4580   | Golondrina-Arroyo Pozuelo                         | 160 163     |                                  |       |
| 4582   | Golondrina-Virgen de los Rosales                  | 160         |                                  |       |
| 4584   | Golondrina-Brújula                                | 160 163     |                                  |       |
| 4789   | Golondrina-Veleta                                 | 160 657     |                                  |       |
| 4790   | Glorieta Cirilo Martín Martín                     | 160 657     |                                  |       |
| 4793   | Carretera de Húmera-Riaza                         | 160 657     |                                  |       |
| 3440   | Carretera de Húmera-Fuente del Rey                | 160 657     |                                  |       |
| 5645   | Osa Mayor-Carretera de Húmera                     | 160         |                                  |       |
| 6272   | Araquil-Paseo Ermita                              | 160 656 657 |                                  |       |
| 3443   | Pléyades-Ana Teresa                               | 160 656 657 |                                  |       |
| 6      | Blanca de Castilla-Camino de la Zarzuela          |             |                                  |       |
| 3467   | La Salle-Blanca de Castilla                       |             |                                  |       |
| 7      | Avenida Valdemarín-La Salle                       |             |                                  |       |
| 8      | Avenida Valdemarin-Blanca de Castilla             |             |                                  |       |
| 3463   | Valdemarín-Cisne                                  |             |                                  |       |
| 3461   | Valdemarín-Lavadero                               |             |                                  |       |
| 3459   | Darío Aparicio-Viñas Pardo                        |             |                                  |       |
| 3457   | Darío Aparicio 35                                 |             |                                  |       |
| 3455   | Darío Aparicio-Tapia de Casariego                 |             |                                  |       |
| 3453   | Darío Aparicio-Cabo Cañaveral                     |             |                                  |       |
| 4772   | Valdemarín-Argentona                              |             |                                  |       |
| 3450   | Carretera de Castilla-Colegio Rosales             | 658         |                                  |       |
| 3428   | Vía de las Dos Castillas                          | 160         |                                  |       |
| 3426   | Club de Campo                                     | 160 A       |                                  |       |
| 4198   | Puente de los Franceses                           | 160 A       |                                  |       |
| 3448   | Séneca-Martín Fierro                              | 160 573 A   |                                  |       |
| 3449   | Avenida de la Memoria                             | 160 573 A   |                                  |       |
| 2419   | MONCLOA (Pza. Moncloa - Ejército del Aire)        | 162         | Moncloa                          |       |